# Маккейб, Патрик (писатель)
Патрик Маккейб (англ. Patrick McCabe, род. 27 марта 1955 года) — ирландский детский писатель и драматург. Известен благодаря своим романам «Помощник мясника» и «Завтрак на Плутоне». Оба романа были экранизированы.
Романы характеризуются, в основном, жестокой и мрачной обстановкой. Дважды номинирован на Букеровскую премию.
Маккейб родился в Клонсе, графство Монахан. Он живёт там со своей женой, Марго Куин, и двумя дочерьми, Кэти и Элен.
Романы Маккейба «Помощник мясника» (1992) и «Завтрак на Плутоне» (1998) были номинированы на Букеровскую премию. Патрик также написал детскую книгу «Приключения Шей Маус» (The Adventures of Shay Mouse). Несколько его радиопостановок транслировались на RTÉ и BBC Radio 4. Он написал сборник рассказов, Mondo Desperado, который был опубликован в 1999 году. Сюжет романа «Помощник мясника» был адаптирован для театральной сцены. Спектакль назывался «Frank Pig Says Hello» и был впервые показан в Дублине, на театральном фестивале в 1992 году.
Роман Маккейба «Изумрудные зародыши Ирландии» — чёрная трагикомедия о матереубийстве. Роман «Winderwood» (Зимний лес) был опубликован в 2006. Год спустя Маккейб удостоился за него Ду́блинской литерату́рной пре́мии. В 2009 году вышло в свет художественное произведение «Священный город». «Страна бездомных» (The Stray Sod Country) — последний роман Патрика Маккейба.
Режиссер и писатель Нил Джордан экранизировал романы «Помощник мясника» и «Завтрак на Плутоне».